# Чилгові (Вірджинія)
Чилгові (англ. Chilhowie) — місто (англ. town) в США, в окрузі Сміт штату Вірджинія. Населення — 1654 особи (2020).

## Географія
Чилгові розташоване за координатами 36°48′1″ пн. ш. 81°40′58″ зх. д. / 36.80028° пн. ш. 81.68278° зх. д. (36.800173, -81.682913).  За даними Бюро перепису населення США в 2010 році місто мало площу 6,76 км², з яких 6,67 км² — суходіл та 0,10 км² — водойми.

## Демографія
Згідно з переписом 2010 року, у місті мешкала 1781 особа в 690 домогосподарствах у складі 447 родин. Густота населення становила 263 особи/км².  Було 790 помешкань (117/км²).
Расовий склад населення:
| - 91,4 % — білих - 1,7 % — чорних або афроамериканців - 0,3 % — азіатів - 0,1 % — корінних американців - 5,4 % — осіб інших рас |

До двох чи більше рас належало 1,1 %. Частка іспаномовних становила 7,0 % від усіх жителів.
За віковим діапазоном населення розподілялося таким чином: 18,2 % — особи молодші 18 років, 56,9 % — особи у віці 18—64 років, 24,9 % — особи у віці 65 років та старші. Медіана віку мешканця становила 44,8 року. На 100 осіб жіночої статі у місті припадало 88,7 чоловіків;  на 100 жінок у віці від 18 років та старших — 83,8 чоловіків також старших 18 років.
Середній дохід на одне домашнє господарство  становив 48 725 доларів США (медіана — 42 125), а середній дохід на одну сім'ю — 54 083 долари (медіана — 47 885). Медіана доходів становила 37 969 доларів для чоловіків та 32 162 долари для жінок. За межею бідності перебувало 19,2 % осіб, у тому числі 32,6 % дітей у віці до 18 років та 1,3 % осіб у віці 65 років та старших.
Цивільне працевлаштоване населення становило 765 осіб. Основні галузі зайнятості: освіта, охорона здоров'я та соціальна допомога — 26,5 %, виробництво — 18,0 %, роздрібна торгівля — 15,4 %.